# Eudendrium infundibuliforme
Eudendrium infundibuliforme is een hydroïdpoliep uit de familie Eudendriidae. De poliep komt uit het geslacht Eudendrium. Eudendrium infundibuliforme werd in 1890 voor het eerst wetenschappelijk beschreven door Kirkpatrick. 